# قائمة أعضاء مجلس الشورى السعودي (1446-1450هـ)
تأسس مجلس الشورى السعودي في عهد الملك عبد العزيز آل سعود عندما أعلن توحيد المملكة العربية السعودية، وأصدر أوامره بإعلان اسم المملكة العربية السعودية، وأعلن التعليمات الأساسية التي نصت على استخدام مبدأ الشورى أسلوباً للنصح لولي الأمر، وليس للمجلس أي سلطات فعلية، بل كل ما يقدمه عبارة عن توصيات في انتظار اعتمادها من مجلس الوزراء الذي يرأسه الملك.

## قائمة الأعضاء
يتعين أعضاء مجلس الشورى السعودي كل 4 سنوات هجرية، وفيما يلي قائمة تستعرض أسماء أعضاء مجلس الشورى السعودي للفترة 1446هـ - 1450هـ (وهي الدورة التاسعة) والتي أعلن عنها في 29 صفر 1446هـ/ 2 سبتمبر 2024م:
- الشيخ الدكتور عبد الله بن محمد آل الشيخ رئيسًا.[2][3]

#### أعضاء المجلس:
1. معالي الدكتور مشعل بن فهم بن محمد السلمي (نائب رئيس مجلس الشورى).
2. معالي الدكتورة حنان بنت عبد الرحيم بن مطلق الأحمدي (مساعد رئيس مجلس الشورى).
3. الدكتورة ابتسام بنت عبد الله بن عبد الرحمن الجبير.
4. الدكتور إبراهيم بن محمد بن إبراهيم الحديثي.
5. الدكتور إبراهيم بن محمد بن عبد الله القناص.
6. المهندس إبراهيم بن محمد بن هادي تركي آل دغرير
7. الأستاذ أحمد بن سعد بن فهد الكريديس.
8. الأستاذ أحمد بن عبد الرحمن بن مشحن الوردي.
9. الأستاذ أحمد بن عبد العزيز بن إبراهيم اليحيى.
10. الأستاذ أحمد بن مبروك بن فرج الحجيلي.
11. الدكتورة أروى بنت عبيد بن حمود الرشيد.
12. الدكتور أسامة بن حسن بن إبراهيم عارف.
13. معالي الأستاذ أسامة بن عبد العزيز بن سعد الربيعة.
14. الأستاذ أسامة بن ياسين بن أحمد الخياري.
15. الدكتورة أسماء بنت سليمان بن عبد الله المويشير.
16. الدكتورة إشراق بنت علي بن أحمد رفاعي.
17. سمو الأميرة الدكتورة الجوهرة بنت فهد بن خالد بن محمد آل سعود.
18. الدكتورة آمال بنت يحي بن عمر الشيخ.
19. الدكتورة أمل بنت طلعت بن محمود قطان.
20. الدكتورة أمل بنت عبد العزيز بن محمد الهزاني.
21. الدكتورة أميرة بنت أحمد بن عبد الرحمن الجعفري.
22. الدكتورة إيمان بنت عبد العزيز بن حمد الجبرين.
23. الدكتور باسم بن حمدي بن حامد السيد.
24. اللواء بدر بن مساعد بن عبد العزيز الشلهوب.
25. الدكتورة بشرى بنت أحمد بن عبد العزيز الحماد.
26. الدكتور بندر بن معيض بن مقعد البقمي.
27. الدكتور تركي بن صالح بن عبد الله العواد.
28. الدكتور تركي بن مشهور بن عويجان العنزي.
29. الدكتورة تقوى بنت يوسف بن محمد عمر.
30. معالي الأستاذ ثامر بن نبيل بن عبد الإله نصيف.
31. الدكتور حسن بن حجاب بن يحيى الحازمي.
32. الدكتور حسن بن سالم بن حسن مصلوم آل مصلوم.
33. الدكتور حمد بن حسين بن محمد نامي بالحارث.
34. الأستاذة حنان بنت عبد الله بن محمد السماري.
35. الدكتور خالد بن عبد العزيز بن عبد الله الرويس.
36. المهندس خالد بن عبد الله بن محمد البريك.
37. معالي الدكتور خالد بن عبد المحسن بن محمد المحيسن.
38. الأستاذ خالد بن علي بن عبد المحسن السيف.
39. الأستاذ خالد بن ماجد بن سعود آل غرير.
40. الأستاذ خالد بن محمد بن عبد الله محمد أبو ملحة.
41. الأستاذ خالد بن محمد بن عبد الله الزومان.
42. الدكتور خالد بن محمود بن عمر زبير.
43. الدكتورة دلال بنت محي الدين بن محمد علي نمنقاني.
44. الأستاذة رائدة بنت عبد الله بن راشد أبونيان.
45. الدكتور راشد بن مسلط بن عبد الله الشريف.
46. الدكتورة ريمة بنت صالح بن أحمد اليحيا.
47. الأستاذ زاهر بن محمد بن عبد الله الشهري.
48. الأستاذ زياد بن معاشي بن ذوقان العطية.
49. الدكتورة ساره بنت سليمان بن صالح قاسم.
50. الدكتور سالم بن سيف بن سعد آل جربوع.
51. المهندس سالم بن علي بن محمد الشهراني.
52. الدكتور سالم بن مسفر بن عبد الله آل فايع.
53. الأستاذ سعد بن صليب بن مطلق العتيبي.
54. الدكتور سعد بن عبد الرحمن بن محمد العمري.
55. معالي الأستاذ سعد بن مقبل بن غرم الله الميموني.
56. الأستاذ سلام بن زكي بن عباس الخنيزي.
57. الدكتور سلطان بن عقلاء بن حمود المرشد.
58. اللواء صالح بن حمدان بن يحيى الزهراني.
59. الدكتور صالح بن محمد بن صالح الشمراني.
60. الدكتور صلاح بن خالد بن خير الله الطالب.
61. الدكتور طارق بن سعيد بن هليل الشمري.
62. الأستاذ طارق بن عبد الرحمن بن عبد القادر فقيه.
63. الدكتورة عائشة بنت حسن بن أحمد زكري.
64. الدكتورة عائشة بنت علي بن محمد حنش عريشي.
65. الدكتور عادل بن سراج بن صالح ميرداد.
66. الدكتور عاصم بن محمد بن منصور مدخلي.
67. الدكتور عاطف بن سعد بن عاطف الشهري.
68. معالي الدكتور عبد الرحمن بن إبراهيم بن محمد الحصين.
69. المهندس عبد الرحمن بن سليمان بن إبراهيم السياري.
70. اللواء الركن الدكتور عبد الرحمن بن صنهات بن عبد الله الحربي.
71. الأستاذ عبد الرحمن بن عبد الإله بن إبراهيم السكران.
72. الدكتور عبد الرحمن بن عبد المحسن بن محمد الراجحي.
73. الدكتور عبد الرحمن بن علي بن محمد الجبر.
74. الدكتور عبد العزيز بن إبراهيم بن عبد العزيز المهنا.
75. المهندس عبد العزيز بن بركات بن خضر المالكي.
76. الدكتور عبد العزيز بن سلامة بن محمد الجلعود.
77. المهندس عبد العزيز بن محمد بن حمود القديمي.
78. الأستاذ عبد الله بن أحمد بن صالح آل طاوي.
79. الدكتور عبد الله بن سعد بن إبراهيم الوقداني.
80. الأستاذ عبد الله بن عبدالعزيز بن عبدالله بن عيفان.
81. الدكتور عبد الله بن علي بن عبادي الزهراني.
82. الدكتور عبد الله بن عمر بن عبدالرحمن النجار.
83. معالي الأستاذ عبد الله بن فهد بن محمد الحسين.
84. الدكتور عبد الله بن محمد بن عبد الله العطاس.
85. الأستاذ عبد الله بن محمد بن عبد الله الماضي.
86. الدكتور عبد الله بن نضال بن محمد عداس.
87. الأستاذ عبد المحسن بن إبراهيم بن عبد العزيز الطوق.
88. الدكتور عثمان بن موسى بن عثمان مقبول حكمي.
89. الأستاذ عجلان بن عبد العزيز بن عجلان العجلان.
90. الدكتور عطية بن محمد بن عتيق العطوي.
91. الأستاذ عقلاء بن علي التركي العقلاء.
92. الدكتور علي بن إبراهيم بن علي اللاحم.
93. الدكتور علي بن إبراهيم بن علي حامد الغبان.
94. الدكتور علي بن سعد بن علي العلي.
95. الأستاذ علي بن عائض بن قداح القحطاني.
96. المهندس علي بن عايض بن ظافر القرني.
97. اللواء علي بن عبد الرحمن بن عبد العزيز آل الشيخ.
98. الدكتور علي بن محمد بن سعيد الشهراني.
99. اللواء الطيار الركن علي بن محمد بن يحيى العسيري.
100. الدكتورة عهود بنت سلطان بن محمد الشهيل.
101. الفريق عواد بن عيد بن عوده البلوي.
102. الدكتور عيسى بن رفاعي بن بداح العتيبي.
103. الدكتورة غادة بنت طلعت بن عبد الهادي الهذلي.
104. الأستاذ غانم بن راشد بن عبد الرحمن الغانم.
105. الدكتور فارس بن عبد الله بن شافي العصيمي.
106. الأستاذ فضل بن سعد بن محمد بوحسون البوعينين.
107. الدكتور فهد بن حسن بن سعيد آل عقران.
108. سمو الأمير فهد بن سعد بن فيصل بن سعد الأول آل سعود.
109. معالي الدكتور فهد بن سليمان بن عبد الله التخيفي.
110. الدكتور فهد بن عبد الله بن عبد الرحمن الطياش.
111. المهندس فهد بن عثمان بن منصور الكعيك.
112. الأستاذ فيحان بن عبد العزيز بن قنيفذ بن لبدة.
113. الأستاذ فيصل بن عبد الله فؤاد بن عبد العزيز أبو بشيت.
114. الدكتور فيصل بن عبد الله بن محمد البواردي.
115. الدكتورة لبنى بنت حسين بن راشد العجمي.
116. الدكتورة لطيفة بنت محمد العبد الكريم.
117. الدكتورة ليلى بنت عبدالغفار بن عبد الصمد فدا.
118. الدكتور متعب بن عايد بن طلع المطيري.
119. الدكتور مجدي بن ضيف الله بن عزيز السلمي.
120. الدكتور محمد بن إبراهيم بن المحمد السحيباني.
121. اللواء الركن محمد بن إبراهيم بن محمد العجاجي.
122. الدكتور محمد بن حسين بن محمد عشري.
123. الأستاذ محمد بن راشد بن إبراهيم الحميضي.
124. الأستاذ محمد بن سعد بن بطي الفراج السبيعي.
125. الدكتور محمد بن عبد الرحمن بن عبد الله الشعيبي.
126. الدكتور محمد بن عبد العزيز بن حمد الجرباء.
127. الدكتور محمد بن عبد العزيز بن عبدالله الصالح.
128. الدكتور محمد بن عبد العزيز بن محمد العقيل.
129. الدكتور محمد بن علي بن خلوفة مباركي.
130. الدكتور مصلح بن معيض بن حمدان الحارثي.
131. المهندس مطلق بن الأسمر بن مفلح الشراري.
132. الدكتور معتز بن طلعت بن محمد بخيت.
133. الدكتور معن بن محمد بن عبد الفتاح المدني.
134. الدكتورة معيضة بنت معيض بن محمد الغامدي.
135. الدكتور مفلح بن ربيعان بن شفلوت القحطاني.
136. الدكتورة منى بنت عبد المحسن بن عبد الرحمن الفضلي.
137. اللواء منصور بن سلطان بن عبد الله التركي.
138. المهندس بن ناصر بن جديع الدوسري.
139. الأستاذ ناصر بن محمد بن عبد العزيز الدغيثر.
140. الدكتور ناصر بن منصور بن محمد طيران.
141. الدكتورة نجوى بنت عبد الكريم بن عبد الله الغامدي.
142. الدكتورة نهاد بنت عبد الله بن عبد الرحمن العمير.
143. معالي الدكتور هاني بن محمد بن أحمد أبو راس.
144. الدكتور هشام بن كمال بن محمد الفارس.
145. الدكتورة هند بنت إبراهيم بن عايض الخماش.
146. الأستاذ وليد بن حسن بن محمد أمين عبد الشكور.
147. الأستاذ يزيد بن محمد بن عبد الله التويجري.
148. الدكتور ياسر بن عبد الرحمن بن محمود حافظ.
149. الأستاذ يحيى بن محمد بن إبراهيم المطرودي.
150. الدكتور وليد بن محمد بن إبراهيم العيسى.[4][5]